# آشوت کاراپتیان
آشوت کاراپتیان (ارمنی: Աշոտ Կարապետյան؛ زادهٔ ۹ مهٔ ۱۹۹۹) ورزشکار اسکی آلپاین اهل ارمنستان است که در رشته اسکی آلپاین در بازی‌های المپیک زمستانی ۲۰۱۸ به رقابت پرداخت.

## نتایج

### بازی‌های المپیک زمستانی
| مقام | روز      | سال  | مکان              | رقابت            | مجموع زمانی   | اختلاف زمانی | برنده      |
| ---- | -------- | ---- | ----------------- | ---------------- | ------------- | ------------ | ---------- |
| ۴۲.  | ۲۲ فوریه | ۲۰۱۸ | شهرستان پیونگ‌چانگ | اسکی مارپیچ کوچک | ۲:۰۸٬۰۸ دقیقه | +۲۹٬۰۹ دقیقه | آندره میرر |

### قهرمانی اسکی آلپاین جهان
| مقام  | روز      | سال  | مکان       | رقابت            | مجموع زمانی   | اختلاف زمانی | برنده       |
| ----- | -------- | ---- | ---------- | ---------------- | ------------- | ------------ | ----------- |
| BDSQ1 | ۱۷ فوریه | 2017 | سنت موریتز | اسکی مارپیچ بزرگ | -             | -            | مارسل هیرشر |
| ۷۷.   | ۱۹ فوریه | 2017 | سنت موریتز | اسکی مارپیچ کوچک | ۲:۰۶٬۳۱ دقیقه | -            | مارسل هیرشر |

### قهرمانی اسکی آلپاین جوانان جهان
| مقام | روز    | سال  | مکان | رقابت            | مجموع زمانی   | اختلاف زمانی | برنده         |
| ---- | ------ | ---- | ---- | ---------------- | ------------- | ------------ | ------------- |
| ۴۷.  | ۳ مارس | 2016 | سوچی | اسکی مارپیچ کوچک | ۲:۵۸٬۳۲ دقیقه | +۴۴٬۰۰ ثانیه | مارکو اودرمات |
| DNF1 | ۵ مارس | 2016 | سوچی | اسکی مارپیچ کوچک | -             | -            | ایستوک رودش   |